# Les Angles, Pyrénées-Orientales
Les Angles là một xã thuộc tỉnh Pyrénées-Orientales trong vùng, nam Pháp. Xã này có diện tích 43,2 km2, dân số năm 1999 là 590 người. Khu vực này có độ cao từ 1531-2808 mét trên mực nước biển.